# The Cost of Living (Lost)
The Cost of Living este un episod al serialului de televiziune Lost, sezonul 3.